# Нетризовское сельское поселение
Нетризовское сельское поселение — упразднённое муниципальное образование в составе Кардымовского района Смоленской области России.
Административный центр — деревня Нетризово.
Образовано законом от 2 декабря 2004 года. Упразднено законом от 20 декабря 2018 года с включением всех входивших в его состав населённых пунктов в Тюшинское сельское поселение.

## Географические данные
- Расположение: южная часть Кардымовского района
- Граничит:
  - на севере и северо-востоке— с  Тюшинским сельским поселением
  - на юго-востоке  — с Глинковским районом
  - на юге — с Починковским районом
  - на западе — с Смоленским районом
- По территории поселении проходит железная дорога Смоленск – Сухиничи, имеются станции: о.п. 387 км, разъезд Конец.
- Крупные реки: Днепр, Большой Вопец, Малый Вопец.

## Население
| 2011 | 2012 | 2013 | 2014 | 2015 | 2016 | 2017 |
| ---- | ---- | ---- | ---- | ---- | ---- | ---- |
| 493  | ↗512 | ↗528 | ↘527 | ↘517 | ↗521 | ↘510 |
| 2018 | 2019 |      |      |      |      |      |
| ↘500 | ↘472 |      |      |      |      |      |

## Населённые пункты
На территории поселения находилось 18 населённых пунктов.
- Нетризово, деревня
- Вяльково, деревня
- Гололобово, деревня
- Горюпино, деревня
- Козичено, деревня
- Конец, деревня
- Кончино, деревня
- Королёво, деревня
- Кулятино, деревня
- Ломейково, деревня
- Наричино, деревня
- Починок, деревня
- Спас, деревня
- Сухоруково, деревня
- Тиря, деревня
- Фёдорово, деревня
- Федюкино, деревня
- Черниково, деревня